# Monuments nationaux de Kalinovik
Cet article recense les monuments nationaux situés sur le territoire de la municipalité de Kalinovik en Bosnie-Herzégovine et dans la république serbe de Bosnie. La liste établie par la Commission pour la protection des monuments nationaux compte 2 monuments nationaux inscrits sur la liste principale et 4 monuments inscrits sur une liste provisoire.

## Monuments nationaux
| Monument                  | Localité | Géolocalisation | Datation  | Commentaire éventuel | Photo |
| ------------------------- | -------- | --------------- | --------- | -------------------- | ----- |
| Nécropole de Čengića Bara |          |                 | Moyen Âge | Avec 52 stećci       |       |
| Nécropole de Gvozno       | Gvozno   |                 | Moyen Âge | Avec 87 stećci       |       |

## Liste provisoire
| Monument                      | Localité  | Géolocalisation | Datation | Commentaire éventuel   | Photo |
| ----------------------------- | --------- | --------------- | -------- | ---------------------- | ----- |
| Ulog                          | Ulog      |                 |          | Ensemble architectural |       |
| Pont à Tatinovac              |           |                 |          |                        |       |
| Église de l'Ascension d'Oblje | Oblje     |                 |          |                        |       |
| Forteresse de Gradina         | Kalinovik |                 |          |                        |       |